# Huda Abi Farès
Huda Smitshuijzen AbiFarès (en árabe: هدى سميتسهوزن أبي فارس‎) es una diseñadora gráfica, tipógrafa y académica originaria de Beirut, Líbano. Está especializada en el estudio y el diseño de la escritura árabe, y con ese objetivo fundó en 2004 la Fundación Jaṭ, «para el desarrollo de la tipografía árabe». Está especializada en usos bilingües del árabe, por lo que sus estudios también abarcan otros sistemas de escritura. Actualmente reside en los Países Bajos.

## Biografía
Abi Fares nació en Beirut en 1965.
En 1987 se licenció en Bellas Artes, con especialización en Diseño Gráfico, en la Escuela de Diseño de Rhode Island. Más tarde obtuvo una maestría en Bellas Artes por la Universidad Yale, en 1990.
Ejerció como profesora asistente de diseño gráfico en la Universidad Americana de Beirut. En esta etapa observó que aún no se había escrito suficiente literatura para que sus alumnos pudieran aprender, en clave de diseño, sobre la escritura árabe, la caligrafía árabe y la tipografía árabe. Así pues, centró sus esfuerzos en ese fin, y en el 2001 publicó su primer libro, Arabic Typography, en el cual examinaba la tipografía árabe desde un punto de vista estructural y teórico.
También enseñó comunicación visual en la Universidad Americana de Dubái y ejerció como directora del departamento durante 3 años. Ha sido jurada de premios de diseño, curadora de exhibiciones, asesora del comité de eventos de diseño y organizadora de varios proyectos de investigación. Instituyó en 2004 la Fundación Khatt, con sede en Ámsterdam, una organización sin ánimo de lucro para el desarrollo tipográfico del árabe y para crear una comunidad de tipógrafos árabes que compartan los mismos objetivos. Hoy en día, la Fundación muestra en su página web el trabajo de más de 1700 diseñadores de todo el mundo.
En 2016, es miembro de Alliance Graphique Internationale.
Obtuvo un doctorado en Estudios de Oriente Medio por la Universidad de Leiden en 2017.
Está casada con el diseñador gráfico holandés Edo Smitshuijzen, quien publicó con su ayuda un libro de muestras de fuentes árabes, Arabic Font Specimen Book (2009).

## Publicaciones
Abi Farès ha publicado los siguientes libros:
- Arabic Typography: a comprehensive sourcebook (Saqi Books, Londres, 2001), ISBN 978-08-6356-347-8
- Experimental Arabic Type (Saatchi & Saatchi, Dubái, 2002) – disponible online aquí — PDF (6777 kylobites)
- Typographic Matchmaking (BIS Publishers, Ámsterdam 2007), ISBN 978-90-6369-124-0
- Typographic Matchmaking in the City (Khatt Books, Ámsterdam 2011), ISBN 978-94-9093-901-4
- Arabic Type Design for Beginners (Khatt Books, Ámsterdam 2013), ISBN 978-94-9093-900-7